# Osady (Jeleń)
Osady – kolonia wsi Jeleń w Polsce, położona w województwie pomorskim, w powiecie tczewskim, w gminie Gniew.
W latach 1975–1998 kolonia administracyjnie należała do województwa gdańskiego.